# Marie Nedvědová
Marie Nedvědová (* 31. května 1956 Karlovy Vary) je česká politička a právnička, v letech 2010 až 2013 bezpartijní poslankyně za stranu KSČM. Poslankyní Poslanecké sněmovny Parlamentu České republiky byla zvolena ve volbách 2010 v Libereckém kraji.
Ve volbách do Evropského parlamentu v roce 2014 kandidovala na 23. místě kandidátky KSČM, ale neuspěla.
V lednu 2016 z KSČM vystoupila.